# Chiruromys
Chiruromys is een geslacht van knaagdieren uit de muizen en ratten van de Oude Wereld dat voorkomt in het zuidoosten van Nieuw-Guinea en op de nabijgelegen eilanden. Het zijn vrij kleine, in bomen levende muizen. Ze werden vroeger als een ondergeslacht van Pogonomys gezien, maar worden nu vrijwel altijd als een apart geslacht beschouwd. Wel is Pogonomys waarschijnlijk de nauwste verwant. Er zijn drie soorten (exclusief een onbeschreven soort uit de Louisiade-archipel):
- Chiruromys forbesi (Zuidoost-Nieuw-Guinea en de nabijgelegen eilanden Fergusson, Goodenough en Normanby)
- Chiruromys lamia (Owen Stanley Range, Zuidoost-Nieuw-Guinea)
- Chiruromys vates (laaglanden van zuidelijk Papoea-Nieuw-Guinea)